# Hoplopleura akanezumi
Hoplopleura akanezumi är en insektsart som beskrevs av Sasa 1950. Hoplopleura akanezumi ingår i släktet Hoplopleura och familjen gnagarlöss. Inga underarter finns listade i Catalogue of Life.